# Dasineura piceae
Dasineura piceae är en tvåvingeart som först beskrevs av Ephraim Porter Felt 1926.  Dasineura piceae ingår i släktet Dasineura och familjen gallmyggor.
Artens utbredningsområde är New Brunswick. Inga underarter finns listade i Catalogue of Life.